# Fekitamoeloa ʻUtoikamanu
Fekitamoeloa Katoa 'Utoikamanu (sinh tháng 12 năm 1959) là một nhà ngoại giao người Tonga và Đại diện cấp cao của Liên Hợp Quốc cho các nước kém phát triển, các nước đang phát triển không giáp biển và các quốc gia đang phát triển. Trước khi được bổ nhiệm vào ngày 12 tháng 4 năm 2017 bởi Tổng thư ký Liên Hợp Quốc António Guterres, bà là Giám đốc điều hành của Bộ Du lịch Tonga.
'Utoikamanu tốt nghiệp Đại học Auckland. Bà nhận bằng Cử nhân Thương mại về Kinh tế năm 1980 và bằng Thạc sĩ Thương mại về Kinh tế năm 1983. Bà ấy đã kết hôn và có một đứa con.
Trước khi được bổ nhiệm vào Liên Hợp Quốc năm 2005, bà đã phục vụ trong Bộ Ngoại giao của Tonga, với tư cách là Thứ trưởng Bộ Ngoại giao từ năm 1991 đến 2002, sau đó là Bộ trưởng Ngoại giao từ 2002 đến 2005. Sau đó, bà là Đại diện thường trực của đất nước mình tại Liên Hợp Quốc, nơi bà cũng đại diện cho Diễn đàn Quần đảo Thái Bình Dương, từ ngày 15 tháng 2 năm 2005  đến cuối tháng 4 năm 2009.
Cấp bậc đại sứ đồng thời của bà là đại sứ của Tonga tại Hoa Kỳ, Venezuela và Cuba, và Cao ủy tại Canada, từ ngày 26 tháng 5 năm 2005.
Vào tháng 4 năm 2009, bà từ chức từ nhiệm vụ đại sứ của mình, cả ở Liên Hợp Quốc và bốn quốc gia trên, và được bổ nhiệm làm Phó Tổng Giám đốc Ban Thư ký Cộng đồng Thái Bình Dương.
Là đại diện của Tonga tại Liên Hợp Quốc, ʻUtoikamanu nhấn mạnh sự cần thiết phải giải quyết vấn đề biến đổi khí hậu.